# Platanillo, Guerrero
Platanillo är en ort i Mexiko.   Den ligger i kommunen Quechultenango och delstaten Guerrero, i den södra delen av landet, 230 km söder om huvudstaden Mexico City. Platanillo ligger 1 403 meter över havet och antalet invånare är 420.
Terrängen runt Platanillo är kuperad åt nordväst, men åt sydost är den bergig. Runt Platanillo är det ganska glesbefolkat, med 40 invånare per kvadratkilometer. Närmaste större samhälle är Zoquitlán, 11,1 km öster om Platanillo. I omgivningarna runt Platanillo växer huvudsakligen savannskog.